# Skjærhallen
Skjærhalden to miasteczko w rejonie Hvaler, w południowej Norwegii. Znajduje się na wyspie Kirkeøy. Populacja w 2016 roku wynosiła 882 osób.